# سامسونگ اس‌جی‌اچ-ئی۳۰۰
سامسونگ اس‌جی‌اچ-ای۳۰۰ یک‌نمونه از گوشی‌های تلفن همراه سری E شرکت سامسونگ می باشد که توسط همین شرکت به بازار عرضه شده‌است.